# Langwiesen
Langwiesen är en ort i kommunen Feuerthalen i kantonen Zürich i Schweiz. Den ligger vid floden Rhen, cirka 2,5 kilometer sydost om Schaffhausen. Orten har 1 163 invånare (2021).